# Jahody a čokoláda
Jahody a čokoláda (v originále Fresa y chocolate) je film v mexicko-kubánsko-španělské koprodukci, který natočil kubánský režisér Tomás Gutiérrez Alea podle povídky Vlk, les a nový člověk. V České republice byl film uveden v roce 1995.

## Děj
Diego je homosexuální umělec s velkými pochybnostmi o komunistickém systému, který vládne na Kubě. David je vysokoškolský student a člen komunistické strany, který naopak systému věří. Potkají se poprvé v restauraci na zmrzlině, kde si Diego dává jahodovou a David čokoládovou. Diego se pokousí svést Davida. Pozve jej k sobě domů, kde má zakázanou literaturu ze zahraniční, např. Maria Vargase Llosu. David je jeho chováním a názory pobouřen a jde Diega udat na univerzitu vedoucímu stranické organizace. Ten mu ovšem zadá politický úkol navázat s Diegem přátelství a sledovat jeho aktivity. David souhlasí, ale mezi oběma muži se neočekávaně rozvine opravdový přátelský vztah. David se dostane do světa umělců a získá jeho liberální názory. Diegova osamělá sousedka Nancy se seznámí s Davidem a zamilují se do sebe, což vede k žárlivému napětí mezi ní a Diegem. Nakonec Diego zajistí, aby se Nancy a David spolu vyspali. Zvyšující se represe ze strany státu donutí Diega aby emigroval. David se veřejně postaví za svého pronásledovaného přítele.

## Obsazení
| Jorge Perugorría   | Diego         |
| Vladimir Cruz      | David         |
| Mirta Ibarra       | Nancy         |
| Francisco Gattorno | Miguel        |
| Joel Angelino      | Germán        |
| Marilyn Solaya     | Vivian        |
| Andrés Cortina     | kněz Santería |
| Antonio Carmona    | snoubenec     |

## Ocenění
- Na 13. Mezinárodním filmovém festivalu nových latinskoamerických filmů v Havaně (Festival Internacional del Nuevo Cine Latinoamericano) v roce 1993 film získal řadu ocenění včetně ceny diváků a byl oceněn i v kategoriích nejlepší režie, nejlepší herec (Jorge Perugorría) a nejlepší herečka ve vedlejší roli (Mirta Ibarra).
- Na Sundance Film Festival v roce 1995 film získal zvláštní cenu poroty
- Na Berlinale 1994 se film účastnil soutěže o Zlatého medvěda, ale byl poražen filmem Ve jménu otce. Nicméně zde získal cenu Teddy Award a Stříbrného medvěda.
- Na filmovém festivalu Gramado v Brazílii získal film cenu kritiků, první cenu za nejlepší latinskoamerický film, za nejlepší herečku ve vedlejší roli (Mirta Ibarra), dvakrát za nejlepšího herce (Jorge Perugorría a Vladimir Cruz) a cenu diváků.
- Při udílení cen Oscar za rok 1994 byl film nominován jako nejlepší zahraniční film, ale zvítězil ruský film Unaveni sluncem.
- Na udílení cen Goya získal film cenu v kategorii nejlepší zahraniční film ve španělštině.

## Námět
Film byl natočen podle povídky Vlk, les a nový člověk kubánského autora Senela Paze. Povídka vyšla i v češtině.